# Miraç Kal
Miraç Kal (Konya, 8 juli 1987) is een Turks weg- en baanwielrenner die tussen 2011 en 2015 reed voor Torku Şekerspor.

## Carrière
Hij nam namens zijn land deel aan de Olympische Zomerspelen van 2012; hij reed de wegwedstrijd niet uit. In 2015 stopte hij als professioneel wielrenner, in 2024 ging hij aan de slag als ploegleider bij Konya Büyükşehir Belediye Spor.

## Overwinningen
2009
3e etappe Ronde van Egypte
2010
3e etappe Ronde van Thracië
5e etappe Tour of Victory
2011
3e etappe Ronde van Cappadocië
2012
Puntenklassement Ronde van Griekenland
 Turks kampioen op de weg, Elite
2013
Bergklassement Ronde van Servië
2015
Bergklassement Ronde van Çanakkale

## Ploegen
- 2011 –  Konya Torku Şeker Spor-Vivelo
- 2012 –  Konya Torku Şeker Spor
- 2013 –  Torku Şekerspor
- 2014 –  Torku Şekerspor
- 2015 –  Torku Şekerspor

Atalay · Balinski · Dazkirli · Gerganov · Kal · Karagöbek · Koev · Ozcan · Petrov · Petrov · Sayar · Sert · Tsjanliev Kirilov · Türkçetin · Zanichelli · Zaraliev
Akırşan · Atalay · Bakırcı · Bileka · Çelik · Dazkırlı · Gabrovski · Hretsjyn · Kal · Keleş · Metloesjenko · Örken · Özcan · Reis · Sayar · Usta
Akdilek · Akırşan · Atalay · Bakırcı · Çelik · Dazkırlı · de la Fuente · Hretsjyn · Kal · Metloesjenko · Mizoerov · Örken · Özcan · Reis · Sayar · Sert · Usta
Akdilek · Akırşan · Atalay · Bakırcı · Cobo · de la Fuente · Hretsjyn · Kal · Keleş · Köse · Metloesjenko · Örken · Reis · Şamlı
Akdilek · Akırşan · Akşoy · Atalay · Bakırcı · Hretsjyn · Kal · Keleş · Köse · Marczyński · Örken · Reis · Şamlı · Seeldraeyers